# Time (magazine)
Pour les articles homonymes, voir Time.
Time ou Time Magazine (parfois typographié TIME Magazine ou TIME) est l'un des principaux magazines d'information hebdomadaires américains. Une rétroacronymie est habituellement faite sur le nom du magazine, Time pour « Today Information Means Everything » (Aujourd'hui l'Information Signifie Tout).
Une édition européenne, Time Europe, anciennement Time Atlantic, est réalisée à Londres et une édition asiatique, Time Asia, est réalisée à Hong Kong.
Les principaux concurrents américains de Time sont Newsweek et U.S. News & World Report.
Anciennement publié par Time Inc., basé à New York, depuis novembre 2018, Time est publié par TIME USA, LLC, propriété de Marc Benioff, qui l'a acquis auprès de Meredith Corporation.

## Historique

### Création

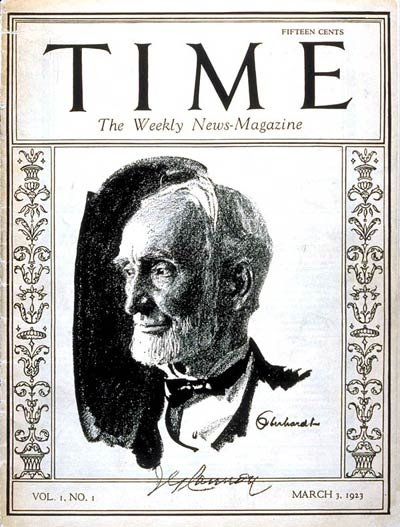
Couverture du premier numéro de Time, publié le 3 mars 1923, avec en portrait Joseph G. Cannon.

Le premier numéro de Time a été publié le 3 mars 1923, dix ans avant ses deux principaux concurrents, et a défini le concept de magazine d'actualité hebdomadaire. Time a été créé par Briton Hadden et Henry Luce qui avaient déjà travaillé ensemble au Yale Daily News. Après la mort de Hadden en 1929, Luce devint le seul maître à bord de Time.
En 1989, Time Inc., le groupe de presse qui avait été bâti autour du magazine, fusionne avec Warner Communications pour donner naissance au groupe de médias Time Warner.
En 2017, Time est acquis par Meredith Corporation,.
En 2018, Time est acquis par Marc Benioff, PDG de Salesforce,.
En juin 2025, Time annonce la création d'une première licence internationale avec la publication à partir de fin 2025 d'une version française tirée à 100 000 exemplaires sous la forme d'un magazine trimestriel papier de 200 pages. Cette version prévoit un mix d'articles originaux de la rédaction française et de reprises d'articles de la version américaine. Time France sera distribué en France, en Belgique, au Luxembourg, en Suisse et à Monaco par la société 360 Business Media qui édite aussi Forbes France et le magazine Oniriq.

### Classements
Depuis 1927, le magazine Time décerne le titre de « Personnalité de l'année » (Person of the Year), anciennement « Homme de l'année » (Man of the Year) un titre que reçurent par exemple Pierre Laval en 1931, Adolf Hitler en 1938, Joseph Staline deux fois, en 1939 et en 1942, mais aussi Charles de Gaulle en 1958 ou, à titre collectif, les internautes (« You »). Ce fut l'ordinateur qui le reçut en 1982 sous le titre de Machine of the year.
Dans les années 1960 parut l'encyclopédie Time-Life, le monde des sciences, établi par les rédacteurs de Time avec des photos du magazine Life. Elle paraissait au rythme d'un volume par mois. Plus de 30 volumes parurent : les mathématiques, la cellule, le cerveau, le savant, l'ingénieur, l'aviation, etc.
Depuis 1998, le magazine établit également chaque année une liste (« Time 100 ») des cent personnes au monde les plus influentes de l'année en cours.
Time établit aussi une liste de Heroes for the Planet, personnalités se battant pour l'écologie et la planète.
Time établit en 2003, 2004 et 2005 une liste de « héros » dans chaque continent.

## Ventes
| Année                           | 1997 | 1998 | 1999 | 2000 | 2001 | 2002 | 2003 | 2004 | 2005 | 2006 | 2007 | 2008 |
| Nombre d'exemplaires (millions) | 4,2  | 4,1  | 4,1  | 4,1  | 4,1  | 4,1  | 4,1  | 4,0  | 4,0  | 4,1  | 3,4  | 3,4  |

En 1946, le magazine tire à 1,6 million d'exemplaires.

## Équipes

### Éditeurs
- Briton Hadden (1923–1929)
- Henry Luce (1929–1949)
- T. S. Matthews (1949–1953)
- Roy Alexander (1960-1966)

### Rédacteurs en chef
| Rédacteurs en chef | Depuis | Jusqu'à |
| ------------------ | ------ | ------- |
| Ralph Ingersoll    | 1930   | 1930    |
| John S. Martin     | 1930   | 1937    |
| Manfred Gottfried  | 1937   | 1943    |
| T. S. Matthews     | 1943   | 1949    |
| Roy Alexander      | 1949   | 1960    |
| Otto Fuerbringer   | 1960   | 1968    |
| Henry Grunwald     | 1968   | 1977    |
| Ray Cave           | 1979   | 1985    |
| Jason McManus      | 1985   | 1987    |
| Henry Muller       | 1987   | 1993    |
| James R. Gaines    | 1993   | 1995    |
| Walter Isaacson    | 1996   | 2001    |
| Jim Kelly          | 2001   | 2005    |
| Richard Stengel    | 2006   | 2013    |
| Nancy Gibbs        | 2013   | 2017    |
| Edward Felsenthal  | 2017   | actuel  |

### Contributeurs notables
(juin 2018).
- Aravind Adiga, correspondant du Time pendant trois ans, gagnant du 2008 Man Booker Prize pour la fiction
- James Agee, éditeur de films et de livres pour Time
- Ann Blackman, deputy news chief in Washington[14]
- Ian Bremmer, actuellement éditeur à Large
- Margaret Carlson, la première femme chroniqueuse pour Time
- Robert Cantwell, écrivain, éditeur 1936—1941
- Whittaker Chambers, écrivain, senior editor 1939—1948
- Richard Corliss, critique de film pour le magazine depuis 1980
- Brad Darrach, critique de film
- Nigel Dennis, critique de théâtre
- John Gregory Dunne, journaliste; et plus tard auteur et scénariste
- Peter Economy, auteur et éditeur
- Alexander Eliot, éditeur d'art de 1945 à 1961, auteur de 18 livres d'art, de mythologie, et d'histoire, dont Three Hundred Years of American Painting, publié par Time-Life Books
- Dean E. Fischer, journaliste et éditeur, 1964–81
- Nancy Gibbs, essayiste et editor-at-large ; a écrit plus de 100 couverture dans l'histoire du Time
- Lev Grossman, wrote primarily about books and technology for the magazine
- Deena Guzder, un journaliste pour le doit des hommes et auteur
- Jerry Bernard Hannifin, award-winning chief aerospace correspondent for four decades, as well as specialist on Latin America, and licensed pilot[15]
- Wilder Hobson, journaliste dans les années 1930/40
- Robert Hughes, Time's long-tenured art critic
- Pico Iyer, essayiste et écrivain de nouvelles, essayiste pour Time depuis 1986
- Alvin M. Josephy, Jr., éditeur de photos 1952–60; also un scénariste historien holywoodien
- Weldon Kees, critique
- Joe Klein, auteur (Primary Colors) et chroniqueur du Time qui a écrit la chronique "In the Arena"
- Louis Kronenberger (en), critique théâtrale 1938–1961
- Andre Laguerre, Paris bureau chief 1948–1956, London bureau chief 1951–1956, a écrit à propos du sport dans le Time; later longtime managing editor of Sports Illustrated
- Nathaniel Lande, auteur, créateur de films, et ancien directeur artistique du Time
- Will Lang Jr. 1936–1968, Time Life International
- Marshall Loeb, écrivain et éditeur de 1956 à 1980
- John Moody, correspondant du Vatican et de Rome de 1986 à 1996
- Jim Murray, correspondant de la côte Ouest 1948–1955
- Lance Morrow, essayiste de dernière de couverture de 1976 à 2000
- Roger Rosenblatt, essayiste de 1979 jusqu'à 2006
- Richard Schickel, critique de film de 1965 à 2010
- Hugh Sidey, journaliste et chroniqueur en politique, a commencé en 1957
- Donald L. Barlett et James B. Steele, journalistes d'investigation qui ont gagné deux prix nationaux du Magazine quand il était au Time
- Joel Stein, chroniqueur qui a écrit Joel 100 juste après le plus influent numéro de Time  en 2006
- Calvin Trillin, écrivain en gastronomie, a été journaliste du Time de 1960 à 1963
- David Von Drehle, actuellement éditeur à Large
- Lasantha Wickrematunge, journaliste
- Robert Wright, éditeur par contribution
- Fareed Zakaria, actuellement rédacteur en chef
- Titus Kaphar, peintre et auteur de deux couvertures du magazine

## Critiques
Dans les années 1980, le journal est accusé par l'organisation Fairness and Accuracy in Reporting et par les spécialistes des médias Noam Chomsky et Edward Herman de donner une couverture biaisée des événements en Amérique centrale et Amérique du Sud, particulièrement en insistant sur la violation des droits de l'Homme commises au Nicaragua au détriment de ceux perpétrés pendant les guerres civiles au Salvador et au Guatemala ou sous la dictature au Honduras.
Chomsky et Herman accusent également le journal de médiatiser systématiquement les informations compromettantes pour les ennemis des États-Unis, et inversement de minorer les crimes de la politique étrangère des États-Unis et de leurs alliés.
En juin 2018, le journal utilise pour sa couverture la photographie de Yanela Varela, une Hondurienne âgée de 2 ans censée représenter les enfants séparés occasionnés par la politique anti-immigrationniste de Donald Trump. L'image a été largement reprise sur les réseaux sociaux par les opposants au président américain pour dénoncer sa politique. Après que les parents de l'enfant et les autorités honduriennes dénient cette information, le magazine reconnaît son erreur,,. The Washington Post commentant cette couverture évoque une « erreur majeure » de la part du magazine Time. Selon CNN, Time, avec ses couvertures emblématiques, est devenu le centre d'un débat sur l'éthique des médias, des voix critiques lui reprochant le caractère trompeur de la couverture. Elle favoriserait les accusations de « fausses nouvelles » promues par le président et ses partisans, « qui prétendent que les médias trompent délibérément le public dans un effort pour blesser l'administration »,. Ainsi, Rich Lowry, rédacteur en chef du magazine conservateur National Review écrit : « Il semble que l'image emblématique de la politique de séparation n'implique pas de séparation, ce qui est typique de la façon dont un média hystérique, axé sur le plaidoyer, couvre l'immigration ».